# Урош Милошевић
Урош Милошевић (Београд, 21. јануар 1989) је српски рукометаш, висок 186 цм и тежак 97 кг. Тренутно наступа за РК Црвена звезда. Игра на позицији пивота.